# Merantau
Merantau è un film del 2009 diretto da Gareth Evans.
In Italia è stato distribuito in DVD e in Blu-Ray nella versione internazionale (tagliata rispetto a quella cinematografica originale) a partire dal 4 giugno 2014, ed è stato trasmesso su Rai 4 il 1º luglio dello stesso anno.

## Trama
La trama segue Yuda, un Minangkabau di Sumatra occidentale ed esperto di silat. Come parte della tradizione del merantau (viaggio), lascia la sua casa per cercare esperienza e successo. Ha in programma di insegnare il silat ai bambini di Jakarta. Durante il suo viaggio in autobus, incontra Eric, un altro esponente dell'arte. Quando viene a sapere del piano di Yuda, Eric lo avverte cupamente che la città è molto diversa da quella a cui Yuda è abituato, e che sarà difficile guadagnarsi da vivere insegnando l'arte.
Yuda scopre che la casa all'indirizzo in cui doveva stare è stata abbattuta. Il suo portafoglio viene rubato da un bambino di nome Adit. Inseguendolo, Yuda incontra poi la sorella di Adit, Astri, che discute con il suo capo, Johnny. Quando Johnny inizia ad abusare di Astri, Yuda interviene, ma per rappresaglia Johnny licenzia Astri, facendola sfogare le sue frustrazioni su Yuda. Il giorno successivo, Yuda vede Astri essere picchiata da Johnny. Interviene di nuovo, solo per essere sopraffatto dai suoi scagnozzi. Si riprende rapidamente e salva Astri da Johnny, sfregiando brutalmente il capo di Johnny, un boss criminale danese di nome Ratger. Il socio e fratello di Ratger, Luc, cerca di calmarlo, ma il boss giura di rimanere in città fino a quando non darà la caccia ad Astri e Yuda.
Successivamente il ragazzo riesce a salvare Adit da alcuni uomini di Ratger dopo una brutale colluttazione. Quando si fermano per una sosta e non appena il bambino inizia a dormire, Astri e Yuda fanno amicizia e la ragazza racconta al protagonista che sia lei che il fratello sono stati abbandonati dai genitori e che lei è disposta ad accettare anche il più squallido dei lavori pur di far vivere Adit. Ulteriormente Yuda racconta di aver sempre avuto un rapporto conflittuale con il proprio fratello che lo superava in ogni cosa, ma che in fondo si sono sempre voluti bene.
Il giorno dopo la ragazza dice che prima di scappare ha bisogno per lei e Adit i soldi che lei aveva conservato e nascosto in casa sua e Yuda si offre per recuperarli di nascosto, poiché il posto è sorvegliato dai gangster di Ratger e Luc che stanno dando loro la caccia.
Il ragazzo riesce ad entrare nell'appartamento e a prendere i soldi ma viene scoperto ed inizia un disperato inseguimento sulle strade e sui tetti, finché non affronta nuovamente i nemici facendo ricorso alle sue abilità e tecniche silat.
Nel frattempo Astri mette al sicuro il fratellino in un angolo dicendogli di aprirlo solo quando lei ritornerà, per poi essere catturata.
Yuda arriva troppo tardi e riceve la notizia da Adit del rapimento della sorella.
Yuda riesce poi ad arrivare al covo di Ratger e Luc e della loro organizzazione, che ha rapito diverse altre ragazze per vederle al mercato nero come prostitute.
Il ragazzo rincontra in un ascensore Eric, il quale si scopre essere un sicario al servizio dei due gangster. I due combattono nell'ascensore, ma alla fine è Yuda a vincere ma lo risparmia, dicendogli che non è come lui. 
Arrivati all'ultimo piano li attendono due sicari armati di pistole che si accingono ad uccidere il protagonista, ma Eric, pentitasi e in sentendosi in debito nei confronti di Yuda per averlo risparmiato, si sacrifica facendosi sparare dai criminali, sotto gli occhi attoniti del protagonista. Una volta che i criminali scaricano i proiettili,  Yuda si lancia contro di loro e dopo un'ulteriore lotta, li uccide, vendicando Eric.
Riesce ad arrivare alla zona dei container dove sono rinchiuse Astri e le altre ragazze, ma dove sono anche presenti Ratger e Luc e i loro uomini. Yuda riesce a sconfiggerli tutti per poi affrontare i due boss.
Questi si rivelano due terribili ossi duri, mettendo in difficoltà il ragazzo, in un combattimento violento e interminabile. Tuttavia Yuda riesce, nella foga, ad uccidere Luc, facendo arrabbiare ulteriormente Ratger, che lo aggredisce e sembra sopraffarlo. Alla fine è Yuda a prevalere mettendo K.O. il suo antagonista e dopo la lotta libera le ragazze. In un momento di distrazione, Ratger si rialza e trafigge Yuda con un palo nell'addome, per poi essere subito ucciso dal protagonista. Astri, sconvolta, non può far altro che vedere il suo compagno spirare, il quale però a quanto pare è riuscito a portare a termine il suo merantau. Successivamente Astri ritorna dal fratellino e i due vanno a vivere a casa della famiglia di Yuda.